# 弗拉姆山
86°8′S 156°28′W / 86.133°S 156.467°W
弗拉姆山（英語：Fram Mesa）是南極洲的山嶺，位於阿蒙森海岸，屬於毛德王后山脈的一部分，處於尼爾森高原東北部，長19公里、寬2至6公里，現時由南極條約體系管理。